# Der Hals der Giraffe (Film)
Der Hals der Giraffe ist ein französisch-belgisches Filmdrama von Safy Nebbou aus dem Jahr 2004.

## Handlung
Buchhändler Paul lebt seit einiger Zeit in einem Altenheim, wo er sich nicht wohlfühlt. Zu seinem Geburtstag besuchen ihn seine Tochter Hélène und Enkelin Mathilde. Paul wurde von seiner Frau Madeleine verlassen, als Hélène zehn Jahre alt war. Hélène hat Mathilde erzählt, dass ihre Oma tot sei. Mathilde lebt bei ihrer Mutter, die sich von ihrem Mann getrennt hat. Mathildes Vater ist Italiener und arbeitet in den USA, sodass Mathilde nur telefonischen Kontakt zu ihm hat. Nach einem Streit mit ihrer Mutter, unter anderem aufgrund ihrer schlechten Schulnoten, reißt Mathilde von zuhause aus und sucht nachts ihren Großvater im Altenheim auf. Sie berichtet ihm, dass sie Briefe von Madeleine gefunden hat, darunter auch einen, der an sie adressiert war. Madeleine schreibt darin, dass sie ihre Enkelin gerne kennenlernen würde. Mathilde überzeugt Paul, mit ihr nach Biarritz zu fahren und Madeleine zu besuchen. Während Pauls Abwesenheit organisieren sich die Heimbewohner, um seine Flucht möglichst lange zu verbergen.
Paul und Mathilde reisen per TGV nach Biarritz. Hier sucht Paul zunächst die Buchhandlung Der Hals der Giraffe auf, die ihm damals gehörte und die heute noch genauso heißt wie früher. Das ehemalige Haus von Madeleine steht nicht mehr, und auch die Werkstatt von Pauls bestem Freund Maxime, für den Madeleine ihn einst verlassen hatte, wird nicht mehr genutzt. Beide finden heraus, dass Maxime in einem Altenheim lebt. Maxime berichtet ihnen, dass er nur vier Jahre mit Madeleine zusammen war, die nach ihrer Trennung vergeblich versuchte, Paul wiederzufinden. Der war mit seiner Tochter aus verletztem Stolz absichtlich untergetaucht und in verschiedene Länder umgezogen. Erst im Altenheim erkennt Paul, dass der Brief, den Madeleine an Mathilde geschrieben hatte, bereits neun Jahre alt ist. Er beschließt, nach Hause zurückzukehren. Weil sie den Zug verpassen, rufen sie Hélène an, die bereits auf dem Weg nach Biarritz ist und sie mitnimmt. Die drei übernachten in einem Hotel. Ein Versuch von Vater und Tochter, sich nach all den Jahren über die Beziehung von Paul und Madeleine auszusprechen, scheitert. Paul reist kurz darauf allein nach Paris zurück. Er hat sich entschlossen, nicht ins Altenheim zurückzugehen. Stattdessen bezieht er wieder seine Pariser Wohnung, die er nie aufgegeben hatte. Mathilde und Hélène hingegen reisen weiter nach Spanien. In einem ihrer letzten Briefe hatte Madeleine Hélène ihre neue Anschrift in einem kleinen spanischen Dorf durchgegeben. Vor Ort treffen Hélène und Mathilde auf Madeleine, die sie jedoch nicht erkennt. Madeleine ist an Demenz erkrankt. Hélène und Mathilde bieten der alten Frau an, sie nach Hause zu begleiten, und fassen sie an der Hand, während sie mit ihr die Dorfstraße entlanggehen.

## Produktion
Der Hals der Giraffe war das Langfilm-Regiedebüt von Safy Nebbou, der im Film zudem einen Cameo-Auftritt als Taxifahrer absolviert. Das Budget des Films lang bei 4,7 Millionen Euro. Die Kostüme schuf Kristin Van Passel, die Filmbauten stammen von Cyril Gomez-Mathieu.
Der Hals der Giraffe wurde am 19. Juni 2004 auf dem Saint-Malo Film Festival gezeigt und kam am 29. September 2004 in die belgischen und französischen Kinos. In den französischen Kinos sahen rund 260.000 Zuschauer den Film. In Deutschland lief Der Hals der Giraffe am 17. August 2006 in den Kinos an und erschien im Februar 2008 auf DVD.	

## Synchronisation
| Rolle    | Darsteller        | Synchronsprecher |
| -------- | ----------------- | ---------------- |
| Hélène   | Sandrine Bonnaire | Sabine Arnhold   |
| Paul     | Claude Rich       | Hasso Zorn       |
| Mathilde | Louisa Pili       | Jamie Lee Blank  |
| Leo      | Darry Cowl        | Kaspar Eichel    |
| Maxime   | Philippe Leroy    | Gerd Holtenau    |
| Maurice  | Maurice Chevit    | Werner Ehrlicher |

## Kritik
Der film-dienst nannte Der Hals der Giraffe ein „präzis beobachtendes Road Movie, das subtil zwischen Komödie und Melodram wechselt und von der entwaffnenden Kraft kindlicher Wahrheitssuche handelt.“ Der Film erzähle dabei „gänzlich unaufgeregt […] seine mitunter ergreifende Geschichte.“ Für Cinema war „das melancholische Roadmovie“ einer „dieser kleinen, feinen Filme, die sich mühelos ein Plätzchen im Herzen erobern.“

## Auszeichnungen
Auf dem Cinéstival Marseille 2004 gewann der Film den Publikumspreis und den Kritikerpreis. Auf dem Cairo International Film Festival gewann Safy Nebbou den Naguib-Mahfouz-Preis für den Besten Erst- oder Zweitfilm. Louisa Pili erhielt eine Lobende Erwähnung. Der Film lief zudem im Wettbewerb um die Goldene Pyramide des Festivals.